# Chrysoscota vagivitta
Chrysoscota vagivitta är en fjärilsart som beskrevs av Walker 1866. Chrysoscota vagivitta ingår i släktet Chrysoscota och familjen björnspinnare. Inga underarter finns listade i Catalogue of Life.